# ذا ماتريكس (فلم)
ذا ماتريكس أو المصفوفة (بالإنجليزية: The Matrix) هو فلم سينمائي يجمع بين الأكشن والخيال العلمي، تم إنتاجه في الولايات المتحدة في 31 مارس 1999. أخرجه وألفه الأختان وتشاوسكي (لانا وليلي)، وبطولة كيانو ريفز، لورنس فيشبورن، وكاري آن موس.
تدور أحداث الفلم حول عالم افتراضي يُعرف باسم مصفوفة "ذا ماتريكس"، وهو نظام صنعته آلات حاسوبية واعية بهدف السيطرة على البشر واستخدامهم كمصدر للطاقة. يتم إدخال البشر في هذا الواقع الافتراضي من خلال أجهزة سيبرنتية مغروسة في أجسادهم، مما يجعلهم يعيشون في واقع وهمي بعيد عن الحقيقة. الفلم يمتاز بمشاهد الأكشن المثيرة، المعارك الحركية المتقنة، واستخدام التكنولوجيا الحديثة، إلى جانب طرحه لقضايا فلسفية تتناول مفاهيم الواقع والحرية والسيطرة. هذه العناصر مجتمعة جعلت "المصفوفة" أحد أهم الأفلام التي جذبت ملايين المشاهدين حول العالم.
تم تصوير فلم "ذا ماتريكس" في سيدني، أستراليا، بإنتاج مشترك بين شركتي وارنر برذرز وفيلاج رود شو بيكتشرز. صدر الجزء الأول من الفلم في عام 1999، تلاه الجزآن "المصفوفة: إعادة التحميل" و"المصفوفة: الثورات". حقق الفلم الأول إيرادات بلغت 171 مليون دولار في الولايات المتحدة و460 مليون دولار على مستوى العالم.
تميزت ثلاثية "ذا ماتريكس" بثلاثة عناصر رئيسية جعلتها ثورة في عالم السينما، وهي: الإثارة والحركة، الخيال العلمي، وخاصة في مجالات علوم الحاسب وتطبيقاتها المستقبلية، إضافة إلى الرموز الفلسفية والدينية المستوحاة من ديانات متنوعة مثل الهندوسية والمسيحية واليهودية والغنوصية والبوذية إضافة لإيحاءت ميثولوجية والفلسفية المتعلقة بفلسفة العقل.
تم عرض الفلم مترجماً على قناة "سبيس باور" في عام 2008.

## القصة
تدور أحداث الفلم حول توماس أندرسون، مبرمج حاسوب يعيش حياة مزدوجة. في عمله اليومي، هو مبرمج عادي، لكن بعد العمل، يتحول إلى قرصان إنترنت تحت الاسم المستعار "نيو". يواصل نيو البحث عن حقيقة المصفوفة (The Matrix)، وهي سؤال غامض يحيره. يقوده هذا البحث إلى مجموعة من الأشخاص بقيادة "مورفيوس"، الذي يعرض عليه معرفة الحقيقة من خلال تناول حبة حمراء، مما ينقله إلى عالم آخر خارج المصفوفة.
يكتشف نيو أنه يعيش في عام 2199 تقريبًا، وأن الأرض أصبحت مدمرة بعد حرب بين البشر والآلات، حيث استخدمت الآلات البشر كمصدر بديل للطاقة بعد حجب الشمس. تتحكم الآلات في عقول البشر عبر برنامج تفاعلي، وهو ما يسمى بالمصفوفة. مجموعة صغيرة من البشر الأحرار، الذين يعيشون في مدينة تحت الأرض تُدعى "زيون"، تكافح ضد الآلات.
يصبح نيو جزءًا من هذه المقاومة، ويواجه "العملاء"، وهم برامج قاتلة داخل المصفوفة، يقودهم العميل سميث. بعد خيانة من زميله سايفر، يحاول نيو إنقاذ مورفيوس، وتبدأ مواجهة بينه وبين العميل سميث. في النهاية، يكتشف نيو قدرات غير عادية تمكنه من التحكم في المصفوفة، ما يجعله المختار "The One" القادر على تحرير البشرية.

## أبطال الفلم
- كيانو ريفز
- لورنس فيشبورن
- كاري آن موس
- هوغو ويفينغ

## جوائز
| الجائزة                         | الفئة              | الاسم                                         | النتيجة |
| ------------------------------- | ------------------ | --------------------------------------------- | ------- |
| جائزة الأوسكار الثانية والسبعين | أفضل مونتاج        | زاك ستانبيرغ                                  | فوز     |
| جائزة الأوسكار الثانية والسبعين | أفضل صوت           | جون ريتز، غريغ رودلف، دايفيد كامبل، دايفيد لي | فوز     |
| جائزة الأوسكار الثانية والسبعين | أفضل مؤثرات صوتية  | داين دايفيس                                   | فوز     |
| جائزة الأوسكار الثانية والسبعين | أفضل تأثيرات بصرية | جون جيتا                                      | فوز     |

## الجزء الثاني والثالث
بعد النجاح الذي حققه الجزء الأول وبقوة إنتاج جزأين آخرين هما:
- الماتريكس 2
- الماتريكس 3

## وصلات خارجية
- الموقع الرسمي
- ماتريكس على موقع IMDb (الإنجليزية)
- ماتريكس على موقع ميتاكريتيك (الإنجليزية)
- ماتريكس على موقع الموسوعة البريطانية (الإنجليزية)
- ماتريكس على موقع روتن توميتوز (الإنجليزية)
- ماتريكس على موقع نتفليكس (الإنجليزية)
- ماتريكس على موقع قاعدة بيانات الأفلام العربية
- ماتريكس على موقع ألو سيني (الفرنسية)
- ماتريكس على موقع Turner Classic Movies (الإنجليزية)
- ماتريكس على موقع أول موفي (الإنجليزية)
- ماتريكس على موقع بوكس أوفيس موجو (الإنجليزية)
- - موسوعة الويكي لفلم ماتريكس
- حول ماتريكس.

### مقالات وكتب
- Stacy Gillis (Editor), The Matrix Trilogy: Cyberpunk Reloaded, Wallflower, 2005. ISBN 1-904764-32-0
- معاني ومغازي ماتريكس, في حوار مع الأخوين واكووسكي
- الماتريكس: رؤية مسيحية
- المدينة المظلمة والماتريكس - مقارنة بين فلمين.
- Unplugging The Matrix.
- تقنية- ظلال ماتريكس نسخة محفوظة 28 أغسطس 2008 على موقع واي باك مشين.
- - مداخلات حول ماتريكس إعادة تحميل وماتريكس الثورات
- The Rebel Sell  [لغات أخرى]‏: نقد لأسس ماتريكس الفلسفية.

### نظريات / فلسفات ونظرات دينية في ماتريكس
- الماتريكسية: طريق المختار
- الإنسان كبان للعالم, أحد القالات الفلسفية المتأثرة بالفلم
- العلاقة مع التاريخ اليهودي في فلم ماتريكس
- فلسفة مارتيكس (موقع الأخوين واكووسكي الرسمي.)
- المارتيكس وقضايا معاصرة في الفلسفة
- الماتريكس في: أدفانتا فيدانتا
- The Matrix in Fusion Anomaly
- أي مارتيكس نعيش فيه: نظرة فلسفية
- كيف نخرج من الماتريكس
- ظلال الماتريكس
- "Matrix - a modern parable" كتابين عن الغنوصية في ماتريكس.

### مواقع لعشاق الفلم
- http://www.matrixcommunity.org - A Matrix/Sci-Fi discussion board
- http://www.thelastfreecity.com - A Matrix fan site.
- http://www.matrixfans.net - Another fan site
- http://www.neoandtrinity.net - A Matrix series fan site
- http://www.matrix-explained.com نسخة محفوظة 16 مايو 2006 على موقع واي باك مشين. - Explanations, photos, discussion board, links
- http://www.thematrix101.com - Explanations, FAQs
- http://www.matrix-faq.com - A comprehensive database of the Matrix universe.
- http://matrix.thescarymonkeyshow.com/ - The Matrix Character Database
- http://X-matrix.net - Home of The Final Matrix Exegesis
- http://matrix.thinkfirst.ch - Matrix Media Collection